# OGLE-2005-BLG-071L
OGLE-2005-BLG-071L ist ein 9500 Lichtjahre von der Erde entfernter Roter Zwerg mit einer Rektaszension von 17h 50m 09s und einer Deklination von −34° 40' 13". Er besitzt eine scheinbare Helligkeit von 19,5 mag. Im Jahre 2005 entdeckte Andrzej Udalski einen extrasolaren Planeten, der diesen Stern umkreist. Dieser trägt den Namen OGLE-2005-BLG-071L b.

## Quelle
1. ↑  HST Archived Exposures Catalog (STScI, 2007) bei VizieR
2. ↑  HST Archived Exposures Catalog (STScI, 2007) bei VizieR

## Weblink
- Enzyklopädie der Exoplaneten